# Sergelgången

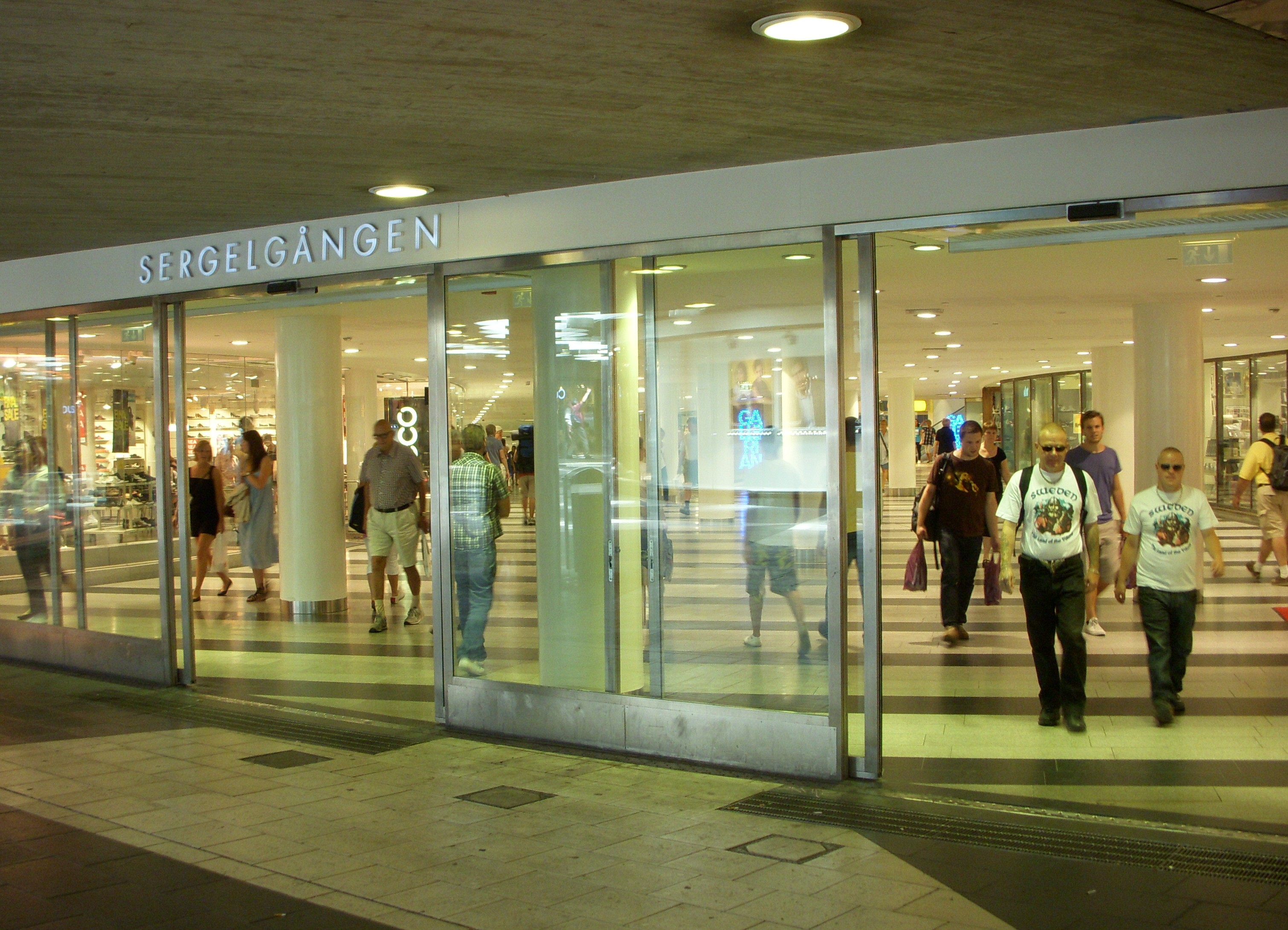
Sergelgångens inglasning mot Sergels torg

Sergelgången (tidigare även Hästskogången, efter Kvarteret Hästskon), är den underjordiska, södra förbindelsegången i Stockholm, som sträcker sig mellan Sergels Torg, Gallerian och NK under Sergels torgs cirkulationsplats och Hamngatans västligaste del. Gången byggdes ursprungligen på 1970-talet och gränsar i väst till Sergelarkaden och var under planeringsstadiet planerad att gå fram till korsningen vid PK-huset.
Från början var Sergelgången en öppen passage med låg takhöjd som snart blev mycket sliten. För att förbättra miljön påbörjades sommaren 2003 en upprustning av Sergelgången som pågick till hösten 2004. Det var ett samarbetsprojekt mellan Stockholms stad och fastighetsägarna AMF Pension, AP Fastigheter, Hufvudstaden och Vasakronan. Förändringen bestod i bland annat inglasning mot Sergels torg, ny belysning, nya golvbeläggningar och väggbeklädnader i ljusa material samt ökad rumshöjd. Genom Sergelgången möjliggörs shopping i 219 angränsande butiker inklusive Sergels Torg, Gallerian och NK.
Ansvariga arkitekter för ombyggnaden var Wester + Elsner Arkitekter.